# Каменар
43° 49′ 09″ N 15° 22′ 28″ E / 43.81917° С; 15.37444° И
Каменар је ненасељено острвце у хрватском дијелу Јадранског мора. Налази се у Корнатском архипелагу око 0,2 km источно од крајњег источног рта острва Жут. Његова површина износи 0,034 km², док дужина обалске линије износи 0,8 km. Највиши врх је висок 29 m. Грађен је од кречњака и доломита кредне старости. Административно припада општини Муртер-Корнати у Шибенско-книнској жупанији.